# Crnogorica
Crnogorica je narodni naziv za drveće i grmlje s igličastim, četinastim listovima, u pravilu vazdazeleno. Od češćih vrsta to su bor, borovica, jela, smreka, omorika i tisa. Ariš je listopadna crnogorica.
Crnogorične vrste mogu tvoriti crnogorične šume, u kojima su često prevladavajuća vrsta.